# Représentant en mission

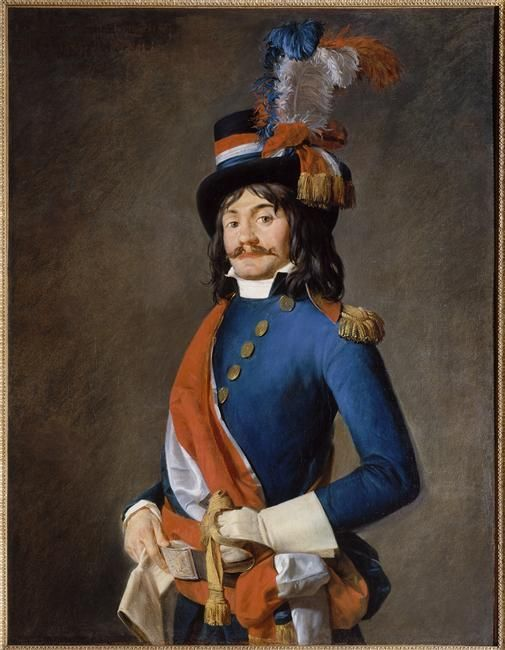
Ein Représentant en mission, École française, Öl auf Leinwand, 1793, (Musée de la Révolution française). Das Gemälde von Jacques Louis David wurde lange Zeit als ein Porträt von Jean-Baptiste Milhaud genannt. Inzwischen ist das nicht mehr sicher.

Ein Représentant en mission (auch représentant du peuple en mission oder représentant député, bis April 1793 commissaire de la Convention genannt) war während der Französischen Revolution ein Abgesandter des Parlaments mit Sonderauftrag. Als Politische Kommissare avant la lettre überwachten sie in den Landesteilen (Départements), in den Ministerien und bei der Revolutionsarmee die ordnungsgemäße Umsetzung der Gesetze und Weisungen, die seitens der Gesetzgebenden Nationalversammlung (Assemblée nationale législative, 1791/92) bzw. des Nationalkonvents (Convention nationale, 1792–1795) verabschiedet worden waren. Als Abgesandte bei der Armee genossen sie unbeschränkte Vollmachten, auch gegenüber der Generalität.
Die Kompetenzen der représentants en mission bzw. der commissaires de la Convention überschnitten sich teilweise mit jenen der commissaires du Conseil exécutif, die als Abgesandte der Regierung (Conseil exécutif) ähnliche Funktionen besaßen.
Eine nicht geringe Anzahl der „Représentants en mission“ fiel aus politischen Gründen der Guillotine zum Opfer.

## Bekannte Angehörige während der Französischen Revolution
- Joseph Fouché (1759–1820), Politiker
- Louis-Marie Stanislas Fréron (1754–1802), Politiker
- Jean Lambert Tallien (1767–1820), Journalist und Revolutionär
- Jean-Baptiste Carrier (1756–1794), Revolutionär
- Georges Frédéric Dentzel (1755–1828), Pfarrer, Jakobiner und Offizier
- Étienne-Christophe Maignet (1758–1834), Advokat und Politiker
- Jean-Marie Collot d’Herbois (um 1750–1796), Revolutionär, Schauspieler, Mitglied des Nationalkonvents
- Georges Couthon (1755–1794), Revolutionär
- Louis Antoine de Saint-Just (1767–1794), Politiker
- Philippe-François-Joseph Le Bas (1764–1794), Revolutionär und Politiker
- André Dumont (1764–1838), Deputierter
- René Levasseur (1747–1834), Arzt, Abgeordneter und Revolutionär
- Antoine Louis Albitte (1761–1812), Abgeordneter, Soldat
- Joseph Le Bon (1765–1795), Abgeordneter, Revolutionär
- Jean Adam Pflieger (1744–1801), Abgeordneter

etc.